# Chara hispida

Chara hispida L. è una specie del genere Chara, che raggruppa alghe d'acqua dolce.
Essa si presenta in filamenti dai quali, a distanze più o meno regolari, spuntano dei ciuffi di aghetti morbidi, raggruppati in numero di 6 o 12. La pianta si diffonde prevalentemente in acqua dolce e come tale ama i corsi d'acqua a scorrimento regolare.